# Metopoceras philbyi
Metopoceras philbyi là một loài bướm đêm thuộc họ Noctuidae. Nó là loài đặc hữu của miền tây Arabia và được tìm thấy ở various locations on bán đảo Arabian cũng như ở Jordan và Israel.
Con trưởng thành bay từ tháng 3 đến tháng 4. Có một lứa một năm.